# Yūta Someya
Yūta Someya (jap. 染谷 悠太, Someya Yūta; * 30. September 1986 in der Präfektur Tokio) ist ein japanischer Fußballspieler. 

## Karriere
Yūta Someya erlernte das Fußballspielen in der Jugendmannschaft des FC Tokyo sowie in der Universitätsmannschaft der Ryūtsū-Keizai-Universität. Seinen ersten Vertrag unterschrieb er 2009 bei Kyōto Sanga. Der Verein aus Kyōto spielte in der höchsten Liga des Landes, der J1 League. Ende 2010 musste er mit Kyōto den Weg in die Zweitklassigkeit antreten. Hier spielte er bis 2013. Insgesamt stand er 93-mal für Kyōto auf dem Spielfeld. 2014 wechselte er für zwei Jahre zu Cerezo Osaka. Mit dem Verein spielte er 2014 in der ersten Liga. Auch hier musste er am Saisonende in die zweite Liga absteigen. Sein ehemaliger Verein Kyōto Sanga nahm ihn ab der Saison 2016 unter Vertrag. Bis 2018 absolvierte er für den Club 88 Zweitligaspiele. Kashiwa Reysol, ebenfalls ein Zweitligist, nahm ihn ab der Saison 2019 unter Vertrag. Mit Kashiwa wurde er 2019 Meister der zweiten Liga und stieg in die erste Liga auf.

## Erfolge
Kashiwa Reysol
- J2 League: 2019  ▲